# NGC 2864
NGC 2864 est une vaste et lointaine galaxie spirale située dans la constellation de l'Hydre. NGC 2864 a été découverte par l'astronome allemand Albert Marth en 1864.

## Caractéristiques
Sa vitesse par rapport au fond diffus cosmologique est de 10 504 ± 23 km/s, ce qui correspond à une distance de Hubble de 155 ± 11 Mpc (∼506 millions d'al). 
En raison d'une brillance de surface égale à 14,21 mag/am2, on peut qualifier NGC 2864 de galaxie à faible brillance de surface (LSB en anglais pour low surface brightness). Les galaxies LSB sont des galaxies diffuses (D) avec une brillance de surface inférieure de moins d'une magnitude à celle du ciel nocturne ambiant.